# Birgitt Bender
Birgitt Bender (Düsseldorf, 28 décembre 1956) est une femme politique allemande.